# Cipuropsis
Die Pflanzengattung Cipuropsis gehört zur Familie der Bromeliengewächse (Bromeliaceae). Die etwa sieben Arten sind im nördlichen Südamerika hauptsächlich in den Anden verbreitet.

## Beschreibung und Ökologie

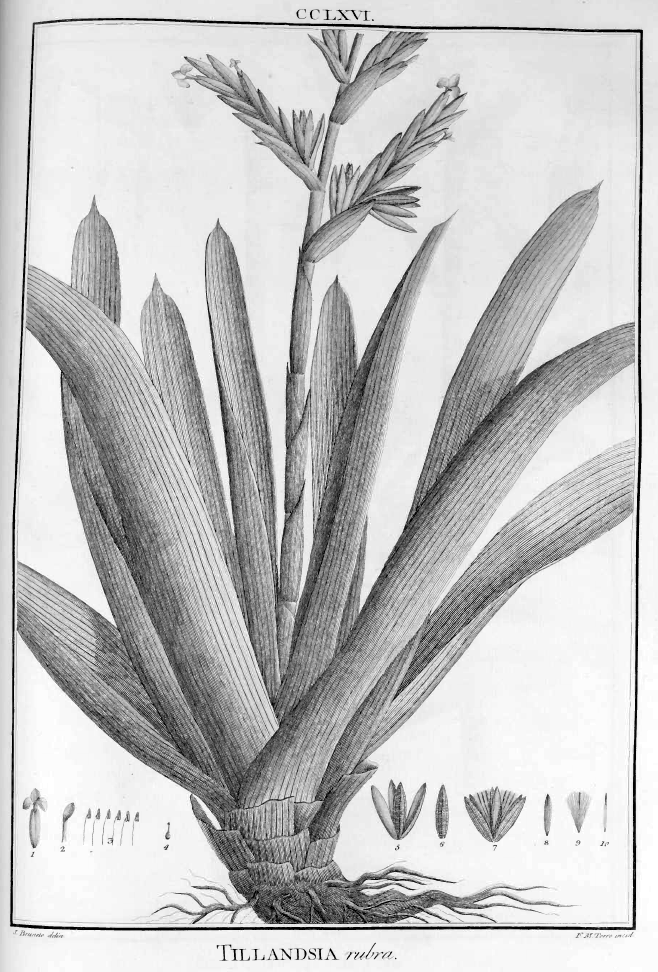
Illustration von Cipuropsis rubra aus H. Ruiz, J. A. Pavón: Florae Peruvianae et Chilensis, 1802, Tafel 266

### Vegetative Merkmale
Cipuropsis-Arten sind immergrüne, ausdauernde, krautige Pflanzen und sind meist Epiphyten oder Lithophyten, sie wachsen also auf Bäumen oder an Felsen. Meist sind es Trichterbromelien. Die Trichter („Zisternen“) zum Sammeln von Wasser und Nährstoffen entstehen dadurch, dass ihre Sprossachsen gestaucht sind und die Laubblätter dicht in Rosetten zusammen stehen und sich überdecken. Die parallelnervigen Laubblätter sind ganzrandig und meist schwertförmig. Sie brauchen viele Jahre bis zur Bildung ihres Blütenstandes.

### Generative Merkmale
Die Hochblätter der Blütenstände sind bei vielen Arten lange haltbar. Die Blütenstände können unverzweigt oder verzweigt sein. Meist sind die Blüten einseitswendig am Blütenstand angeordnet. Die zwittrigen Blüten sind dreizählig mit doppelter Blütenhülle. Von den drei Kelchblättern sind je nach Art zwei verwachsen und eines fast vollständig frei oder alle sind frei. Die drei meist weißen, cremefarbenen bis gelben Kronblätter sind an ihrer Basis verwachsen und besitzen an ihrer Basis zwei Schüppchen (Ligulae, Nektarschuppen) als Anhängsel. Es sind zwei Kreise mit je drei Staubblättern vorhanden; sie überragen die Blütenkrone nicht. Drei Fruchtblätter sind zu einem halbunterständigen Fruchtknoten verwachsen.
Es werden Kapselfrüchte gebildet. Die Samen haben einen „Fallschirm“ ähnlich wie bei der Pusteblume.

## Systematik und Verbreitung
Die Gattung Cipuropsis wurde 1907 durch Ernst Heinrich Georg Ule in Verhandlungen des Botanischen Vereins der Provinz Brandenburg und die angrenzenden Länder, Band 48, Seite 148 aufgestellt. Der Gattungsname Cipuropsis ehrt den deutschen Botaniker Werner Rauh (1913 bis 2000). Typusart ist Cipuropsis subandina Ule.
Die Gattung Cipuropsis gehört zur Tribus Vrieseeae W.Till & Barfuss in der Unterfamilie Tillandsioideae innerhalb der Familie der Bromeliaceae. Die Systematik der Unterfamilie Tillandsioideae ist wegen der Abgrenzungsproblematik der Gattungen und phylogenetischer Untersuchungen, nach denen die ursprüngliche Gattung Vriesea in drei Gattungen (Vriesea, Alcantarea und Werauhia) aufgeteilt wurde, steten Veränderungen unterworfen. Die Gattung Cipuropsis wurde 2016 durch Elton J. C. Leme, Gregory K. Brown und Michael H. J. Barfuss in Taxonomic revision of Bromeliaceae subfam. Tillandsioideae based on a multi-locus DNA sequence phylogeny and morphology. In: Phytotaxa, Volume 279, Issue 1, 2016 reaktiviert. Diese Arten waren in der Gattung Vriesea eingegliedert.
Das weite neotropische Verbreitungsgebiet der Gattung Werauhia erstreckt sich vom südlichen Mexiko über Zentralamerika und die Karibischen Inseln bis nach Peru und ins nordöstliche Brasilien. Das Zentrum der Artenvielfalt befindet sich in den Gebirgen Costa Ricas und Panamas.
| Cipuropsis Ule: Sie wurde 2016 aus der Gattung Vriesea mit nur einer Art reaktiviert. Es war eine monotypische Gattung und enthält seit 2023 etwa sieben Arten:: |
| - Cipuropsis amicorum (I.Ramírez & Bevilacqua) Gouda (Syn.: Tillandsia amicorum I.Ramírez & Bevilacqua): Diese Neukombination erfolgte 2017. Sie kommt in Venezuela vor. - Cipuropsis asmussii Gouda: Die Erstbeschreibung erfolgte 2017. Sie kommt in Venezuela vor. - Cipuropsis dubia (L.B.Sm.) Kessous & A.F.Costa (Syn.: Tillandsia dubia L.B.Sm., Vriesea dubia (L.B.Sm.) L.B.Sm., Vriesea alborubrobracteata Rauh): Diese Neukombination erfolgte 2023. Sie gedeiht in Höhenlagen von 150 bis 800 Metern in Peru, Ecuador sowie Kolumbien. - Cipuropsis elata (Baker) Kessous & A.F.Costa (Syn.: Tillandsia elata Baker, Tillandsia exaltata Mez, Tillandsia excelsa Mez, Vriesea elata (Baker) L.B.Sm.): Diese Neukombination erfolgte 2023. Sie gedeiht epiphytisch oder terrestrisch auf feuchten Sandsteinbänken in Höhenlagen von 1200 bis 2100 Metern in Venezuela sowie Kolumbien. - Cipuropsis rubra (Ruiz & Pav.) Kessous & A.F.Costa (Syn.: Tillandsia rubra Ruiz & Pav., Vriesea rubra (Ruiz & Pav.) Beer, Phytarrhiza rubra Morren ex Baker, Vriesea albiflora Ule, Tillandsia rhododactyla Mez): Diese Neukombination erfolgte 2023. Sie gedeiht in Höhenlagen von 0 bis 3000 Metern in Trinidad und Tobago, Venezuela, Kolumbien, Ecuador sowie Peru. - Cipuropsis subandina Ule (Syn.: Tillandsia subandina (Ule) Mez ex L.B.Sm., Vriesea subandina (Ule) L.B.Sm. & Pittendr.): Sie kommt im nordöstlichen Peru vor. - Cipuropsis zamorensis (L.B.Sm.) Kessous & A.F.Costa (Syn.: Tillandsia zamorensis L.B.Sm., Vriesea zamorensis (L.B.Sm.) L.B.Sm.): Diese Neukombination erfolgte 2023. Sie gedeiht in Höhenlagen von 600–1100 Metern in Kolumbien sowie Ecuador. |